# Shahzad Ismaily
Shahzad Ismaily (* 20. června 1972 Pensylvánie) je americký hudebník-multiinstrumentalista. Hraje na baskytaru, kytaru, bicí soupravu a různé další perkusní nástroje (například mridanga a ghatam). Je dlouholetým členem kapely Ceramic Dog, vedené kytaristou Marcem Ribotem. Rovněž spolupracoval s Eyvindem Kangem, Fredem Frithem či uskupením Secret Chiefs 3. Na několika albech se rovněž podílel jako producent. Pochází z rodiny pákistánských přistěhovalců a studoval na Arizonské státní univerzitě.

## Diskografie (výběr)
- Two Foot Yard (Carla Kihlstedt, 2003)
- I'm Gonna Stop Killing (Carla Bozulich, 2004)
- The Yelm Sessions (Eyvind Kang, 2007)
- Xaphan: The Book of Angels Volume 9 (Secret Chiefs 3, 2008)
- Party Intellectuals (Marc Ribot's Ceramic Dog, 2008)
- The Bowls Project (Charming Hostess, 2010)
- I See the Sign (Sam Amidon, 2010)
- Homeland (Laurie Anderson, 2010)
- neXus: Cascadia (Timba Harris, 2012)
- The Letter (Cosa Brava, 2012)
- Come Home to Mama (Martha Wainwright, 2012)
- Your Turn (Marc Ribot's Ceramic Dog, 2013)
- There Were Flowers Also in Hell (Aram Bajakian, 2014)
- Muna (Markéta Irglová, 2014)
- Alastor: The Book of Angels Vol. 21 (Eyvind Kang, 2014)
- Kidsticks (Beth Orton, 2016)
- The Following Mountain (Sam Amidon, 2017)
- YRU Still Here? (Marc Ribot's Ceramic Dog, 2018)
- Dead Magic (Anna von Hausswolff, 2018)
- Music to Make War To (King Dude, 2018)
- Faithful Fairy Harmony (Josephine Foster, 2018)